# Peixinhos da horta

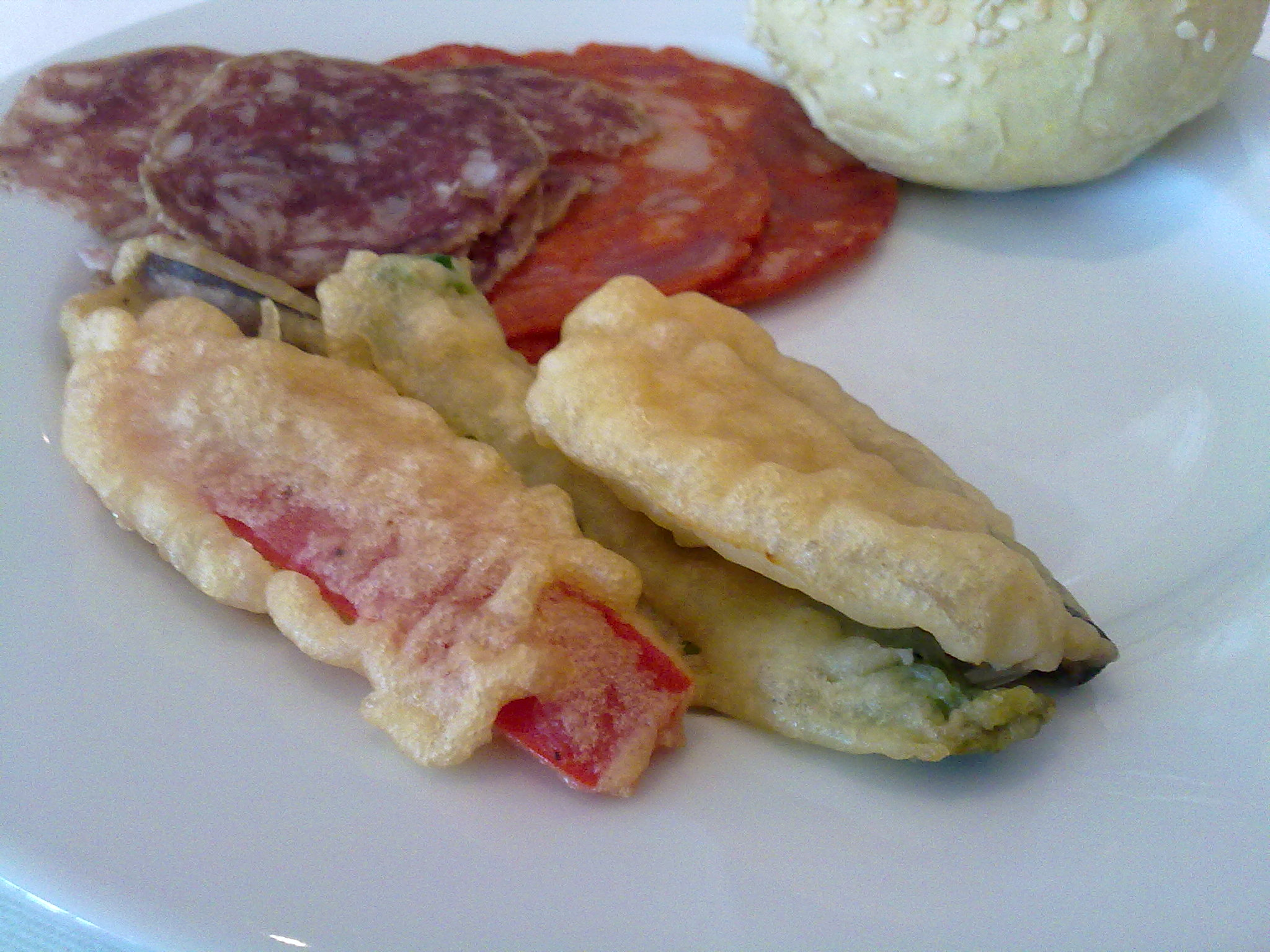
Assortiment de peixinhos da horta.

Les peixinhos da horta sont un plat traditionnel de la cuisine portugaise. Cela pourrait être traduit en français par « petits poissons du jardin ».
Introduit au Japon par des missionnaires jésuites portugais, ce plat est à l'origine du tempura,.

## Recette
Des morceaux de haricots verts, enduits d'une pâte à base de farine et d'eau, sont frits. Ces beignets peuvent aussi être préparés avec des poivrons ou de la citrouille.